# Hakon Barfod
Hakon Barfod (Oslo, 17 agosto 1926 – 4 novembre 2013) è stato un velista norvegese.

## Palmarès

### Olimpiadi
- 2 medaglie:
  - 2 ori (Londra 1948 nella classe Dragon; Helsinki 1952 nella classe Dragon)